# Pittsburgh Penguins
Pittsburgh Penguins (cunoscuți sub numele popular de Pens) este o echipă profesionistă americană de hochei pe gheață cu sediul în Pittsburgh, Pennsylvania, face parte din Divizia Metropolitană a Conferinței de Est din NHL și își joacă meciurile de acasă la PPG Paints Arena, cunoscută inițial sub numele de Consol Energy Center, din 2010. Anterior, echipa a jucat la Civic Arena, cunoscută și sub numele de „Igloo”. Penguins sunt în prezent afiliate la două echipe din ligile inferioare - Wilkes-Barre/Scranton Penguins din American Hockey League (AHL) și Wheeling Nailers din ECHL.
Înființată în timpul extinderii din 1967, Penguins s-a calificat în șase finale ale Cupei Stanley, câștigând-o de cinci ori - în 1991, 1992, 2009, 2016 și 2017. Împreună cu Edmonton Oilers, Penguins se află la egalitate pentru cele mai multe titluri NHL dintre echipele care nu fac parte din cele șase echipe originale și pe locul șase în clasamentul general. Mai mulți dintre foștii membri ai echipei au fost incluși în Hockey Hall of Fame, inclusiv coproprietarul Mario Lemieux, care a cumpărat Penguins în 1999 și a scos clubul din faliment. Lemieux, Jaromír Jágr, Sidney Crosby și Evgheni Malkin au câștigat trofeul Hart Memorial Trophy în timp ce jucau pentru franciză.